# ZAPPA
『ZAPPA』（ザッパ）は、2013年10月1日から2021年3月31日までJ-WAVEで全ての曜日において放送されていた生放送の朝活応援プログラムという帯番組である。
月曜放送分は放送休止が終わった後、1週間に放送される最初の番組だった。

## 概要
六本木ヒルズ33FのJ-WAVE ゼロスタジオから放送されていた。ゼロスタジオは、J-WAVE初のオールワンマンスタイルのスタジオで、自分で選曲をし、喋りの事も考え、音も出さなければならないとされた。
2009年3月まで放送されていた『WAKE UP TOKYO』、2011年9月まで土曜に放送されていた『WORLD WIDE 120 (from LONDON)』、2013年3月まで日曜に放送されていた『J-WAVE SUNDAY LIBRARY』の後、しばらく『J'S_SELECTION』が放送されていた5時台の枠で放送が開始された。5:20頃に『HEADLINE NEWS』が、5:40頃に『HEADLINE NEWS』と『WEATHER INFORMATION』が放送されていた。この枠は『J'S SELECTION』から引き継がれた。日曜を除く5:20頃の『HEADLINE NEWS』の後、その日午前中の『J-WAVE LIFE INFORMATION』担当アナウンサーとその日のテーマにそったトークコーナーがあった。
ナビゲーターごとにジングルやBGMなどが若干異なり、共通で使われているのは番組開始時のジングルのみだった。
2014年当時、月 - 木曜のナビゲーターを勤めていた落合隼亮が2014年12月4日の早朝更新した番組公式webサイト及び同日の生放送中に、「番組のWikipediaのページが欲しい」と言いだし、落合の呼びかけに答えた複数のリスナーの協力により本ページが作成された。
2021年3月31日の放送をもって終了し、7年半の歴史に幕を下ろした。

## ナビゲーター
| 期間       | 期間       | WEEKDAY    | WEEKDAY    | WEEKDAY    | WEEKDAY    | FRIDAY     | SATURDAY     | SUNDAY     |
| 期間       | 期間       | 月曜担当   | 火曜担当   | 水曜担当   | 木曜担当   | 金曜担当   | 土曜担当     | 日曜担当   |
| ---------- | ---------- | ---------- | ---------- | ---------- | ---------- | ---------- | ------------ | ---------- |
| 2013.10.01 | 2015.03.31 | 落合隼亮   | 落合隼亮   | 落合隼亮   | 落合隼亮   | nico       | nico         | DJAIKO62   |
| 2015.04.01 | 2016.03.31 | マッシュー | マッシュー | マッシュー | マッシュー | 山中タイキ | 荒戸完       | 神山まりあ |
| 2016.04.01 | 2016.09.30 | マッシュー | マッシュー | nico       | nico       | 山中タイキ | WAYNE        | 横山エリカ |
| 2016.10.01 | 2017.03.31 | マッシュー | マッシュー | nico       | nico       | 山中タイキ | WAYNE        | 前田智子   |
| 2017.04.01 | 2017.12.03 | マッシュー | マッシュー | nico       | nico       | 山中タイキ | 稲葉智美     | 前田智子   |
| 2017.12.04 | 2018.03.31 | nico       | nico       | nico       | nico       | 山中タイキ | 稲葉智美     | 前田智子   |
| 2018.04.01 | 2018.09.30 | 前田智子   | 前田智子   | nico       | nico       | 山中タイキ | コーリア留奈 | 中村祐美子 |
| 2018.10.01 | 2019.03.31 | 前田智子   | 武藤千春   | nico       | nico       | 山中タイキ | コーリア留奈 | 中村祐美子 |
| 2019.04.01 | 2019.12.31 | 武藤千春   | 上野智子   | nico       | nico       | 山中タイキ | コーリア留奈 | 中村祐美子 |
| 2020.01.01 | 2020.03.27 | 武藤千春   | 上野智子   | nico       | nico       | 山中タイキ | 溝渕俊介     | 中村祐美子 |
| 2020.03.30 | 2020.09.30 | 小林麗菜   | 上野智子   | nico       | nico       | 山中タイキ | 溝渕俊介     | 中村祐美子 |
| 2020.10.01 | 2021.03.31 | 小林麗菜   | 上野智子   | nico       | nico       | 山中タイキ | 溝渕俊介     | 平井麗奈   |

代理ナビゲーター
- nico（2020年7月12日、中村祐美子の代理）